# Wołodymyr Sterniuk
Wołodymyr Sterniuk (Володимир Стернюк, ur. 12 lutego 1907 w Pustomytach – zm. 29 września 1997) – ukraiński duchowny, biskup greckokatolicki, głowa Cerkwi Greckokatolickiej działającej w podziemiu w ZSRR.

## Życiorys
Urodził się w rodzinie księdza greckokatolickiego, (syn Włodzimierza Sterniuka - parocha Pustomyckiego, dziekana Szczyżeckiego i Eugeni Konowalec). Ukończył gimnazjum we Lwowie, następnie w latach 1921–1925 studiował w małym seminarium redemptorystów w Eschen. W 1926 wstąpił do nowicjatu klasztoru redemptorystów w Eschen, i złożył pierwsze śluby.
W latach 1926-1932 studiował na filozofię i teologię w Beauplateau i Leuven, w 1927 złożył śluby zakonne. 19 lipca 1931 otrzymał święcenia kapłańskie od biskupa Wasyla Ładyki.
W 1932 roku powrócił do Małopolski Wschodniej, w latach 1932-1934 oraz w 1936 brał udział w pracach misyjnych na Wołyniu.
W latach 1935–1946 był misjonarzem w klasztorach w Tarnopolu, Stanisławowie i Lwowie.  
W 1943 roku, będąc proboszczem w Swaryczowie bezpośrednio uczestniczył w rzezi wołyńskiej. „W tym czasie, gdy dokonywano mordów na Polakach w Swaryczowie, proboszczem miejscowej parafii greckokatolickiej był ks. Wołodymyr Sterniuk. Według relacji sąsiadów Ukraińców to on był głównym szefem oddziału UPA. On wskazywał, kogo należy zabić. On też w swoich kazaniach już od 4 grudnia 1943 r. wskazywał na konieczność „wyplewienia pszenicy z kąkolu”, gdzie pszenicą byli Ukraińcy, a kąkolem - Polacy.  
W 1947 pracował jako bibliotekarz w bibliotece Uniwersytetu Lwowskiego, 18 czerwca tego roku został aresztowany i skazany na 5 lat więzienia, odbywał karę w obwodzie archangielskim koło Jercewa do 1952.
Powrócił do Lwowa, pracował do 1955 jako stróż nocny i pomocnik księgowego. W latach 1955–1959 studiował zaocznie medycynę we Lwowie na akademii medycznej nr 1, pracując jednocześnie jako felczer na pogotowie ratunkowym.
2 lipca 1964 roku został wyświęcony przez biskupa Wasyla Wełyczkowskiego na biskupa pomocniczego.
W latach 1972–1991 był zarządcą halickiej metropolii Ukraińskiej Cerkwi Greckokatolickiej. Walczył o utworzenie tajnego seminarium greckokatolickiego, wyświęcał nowych księży, opiekował się siostrami św. Wincentego, koordynował działalność duszpasterską w archieparchii lwowskiej. Znajdował się pod ciągłym nadzorem milicji.
Walczył o legalizację ukraińskiej Cerkwi Greckokatolickiej. Pochowany w krypcie biskupów w Soborze św. Jura we Lwowie.